# Blang Batee
Blang Batee is een bestuurslaag in het regentschap Aceh Timur van de provincie Atjeh, Indonesië. Blang Batee telt 1346 inwoners (volkstelling 2010).